# よめはいむ
『よめはいむ』は、西野映一による日本の漫画作品。『comicキャンドール』（実業之日本社）にて連載された。単行本は全1巻。

## あらすじ
一ヶ月間ずつ、部屋主の女性と同居し、相性の良かった女性を選び嫁にするという、新時代の結婚相談所に、主人公が嫁探しに来る。

## 登場人物
雪本 優治（ゆきもと ゆうじ）
本作の主人公。20代前半。印刷会社に勤める会社員。
気弱なお人好し。外見はそこそこだが、ファッションが地味。父子家庭の次男で女縁が薄く、恋愛未経験。結婚相手を求めて『よめハイム』に入居してきた。
昴 涼子（すばる りょうこ）
本作のメインヒロイン。『よめハイム』の管理人。容姿端麗で巨乳。未婚者。
面倒見のよい姉御肌で、優治に時折アドバイスを送る。かなりのテクニシャン。
神谷 ちはる（かみや ちはる）
第1話のヒロイン。20代半ば。銀行員。
アホ毛が特徴的。小柄で中性的な容姿をしており、なかなかの美乳。見た目に反し、恋愛には積極的。
日向 美咲（ひなた みさき）
第2話のヒロイン。20代後半。ニート。南国生まれ。アイスが好物。
『よめハイム』随一のプロポーションを誇り、性欲も強い。ズボラで家事一切ができず、部屋に居る時はいつも全裸で過ごしている。
前川 沙織（まえかわ さおり）
第3話のヒロイン。30歳。舞台役者。貧乳。
小学生と見間違う幼い容姿をしているが、『よめハイム』の最年長者。
立川 芽衣子（たちかわ めいこ）
第4話のヒロイン。物書き。
黒髪ロングにバンダナを巻いたメガネっ娘。泣きボクロと微乳が特徴的。サバサバした性格だが、意外と母性的。
六条 珠樹（ろくじょう たまき）
第5話のヒロイン。
無口で大人しい性格だが、実際はかなりの恥ずかしがり屋。ケモミミ調の帽子を愛用する。
天野 皐月（あまの さつき）
第7話のヒロイン。神社の跡取り娘である巫女。
常に巫女服を着ており、家事や立ち居振る舞い、身の回りの世話は完璧で理想のお嫁さん。身持ちが堅い。
尾張 奈々子（おわり ななこ）
第8話のヒロイン。優治の上司（通称「鋼の営業主任」）。24歳。
巨乳のメガネっ娘。美咲に次ぐプロポーションの持ち主。真面目でお堅い性格。仕事や社内風紀に厳しいため、男縁が薄く未だ処女。

## 書誌情報
- 西野映一 『よめはいむ』 実業之日本社〈マンサンコミックス〉、全1巻
  1. 2010年2月12日初版発行 ISBN 978-4-408-17232-3